# Kristián Cee
Kristán Cee (26. ledna 1922 – 29. března 2010) byl československý hokejový obránce. Profesí byl lékař-porodník.
Ve Spartě od roku 1941 do 1955 plných 14 sezón. Dohrával na Kladně.
V reprezentaci jediný zápas v roce 1946. Lákán Zábrodskými do LTC, ale srdcem byl sparťan.

## Hráčská kariéra
Reprezentoval Československo 19. ledna 1946 v utkání se Švýcarskem v Praze. Gól v reprezentaci nedal. Na klubové úrovni hrál za tým Spartak Praha Sokolovo (1941–1955), se kterým získal v letech 1953 a 1954 mistrovské tituly. Kariéru končil na Kladně.